# Museo Zadkine
El museo Zadkine es un museo parisino dedicado  al escultor de origen ruso Ossip Zadkine (1890-1967) que se instaló en París en 1910. Se encuentra ubicado en el número 100 bis de la calle de Assas, en el VI distrito. También hay un museo departamental en Les Arques, en el departamento de Lot, donde vivió Zadkine.

## Historia
El museo nació del deseo de Ossip Zadkine de legar a la ciudad de París sus obras y el estudio que ocupaba en la rue d'Assas desde 1928 hasta su fallecimiento en 1967. Su esposa, Valentine Prax, cumplió este deseo en 1978. Murió en 1981, habiendo legado todas sus posesiones. El Museo Zadkine se inauguró el 19 de abril de 1982. En su pequeña casa cerca de los Jardines de Luxemburgo, reúne las esculturas y obras sobre papel del artista, desde su época de juventud hasta su participación en el movimiento cubista. También incluye obras de Valentine Prax.
El jardín del museo ha sido realizado por el paisajista Gilles Clément para acoger las obras del escultor inspiradas en el bosque y los árboles.
Con motivo de su trigésimo aniversario y tras un año de trabajo, haciéndolo accesible a todos, el museo reabrió sus puertas el 10 de octubre de 2012, con una presentación de sus colecciones rediseñada lo más cerca posible del espíritu del taller. Es uno de los catorce museos de la ciudad de París gestionados desde el 1 de enero de 2013 por la institución administrativa pública Paris Musées.

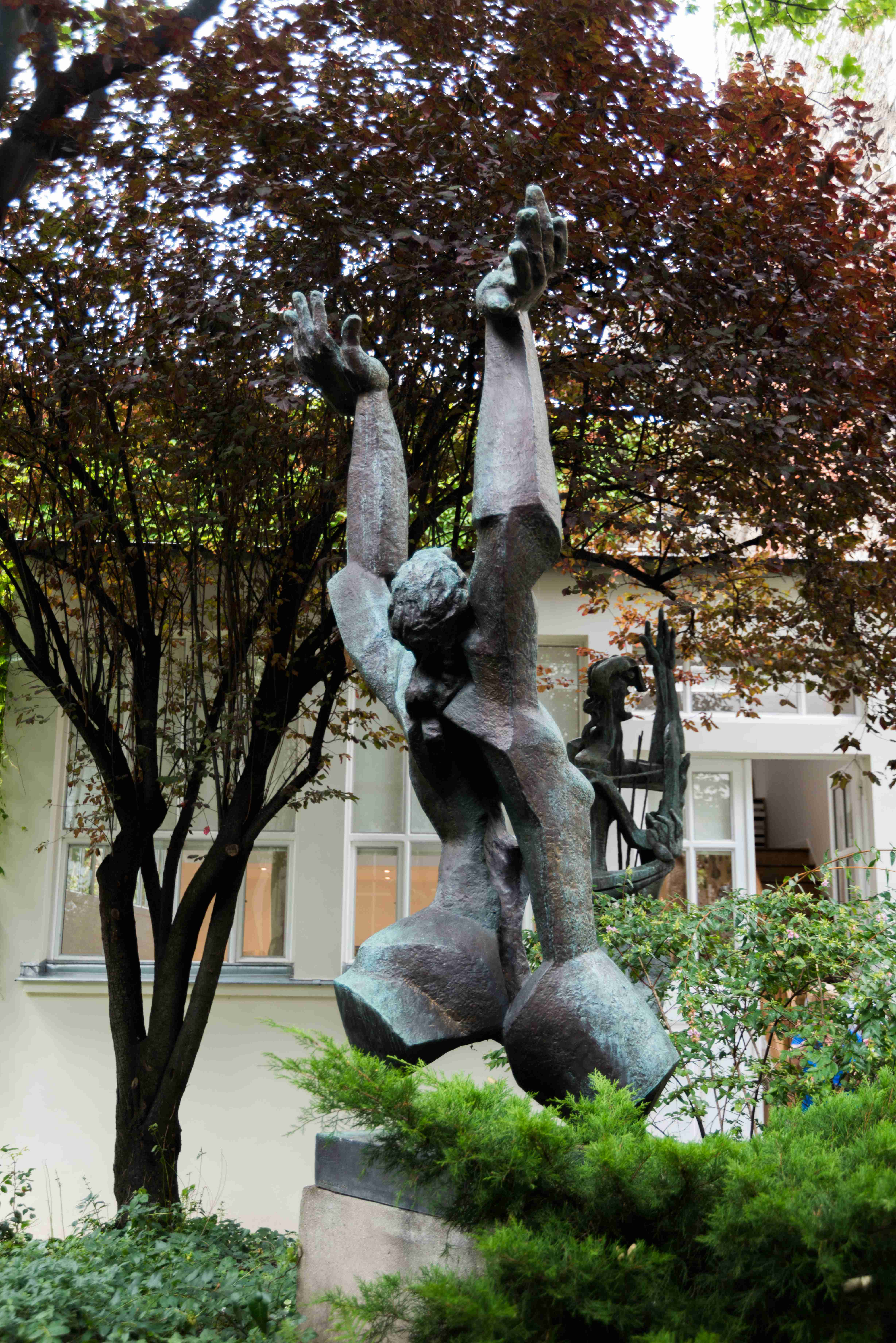
El jardín del museo
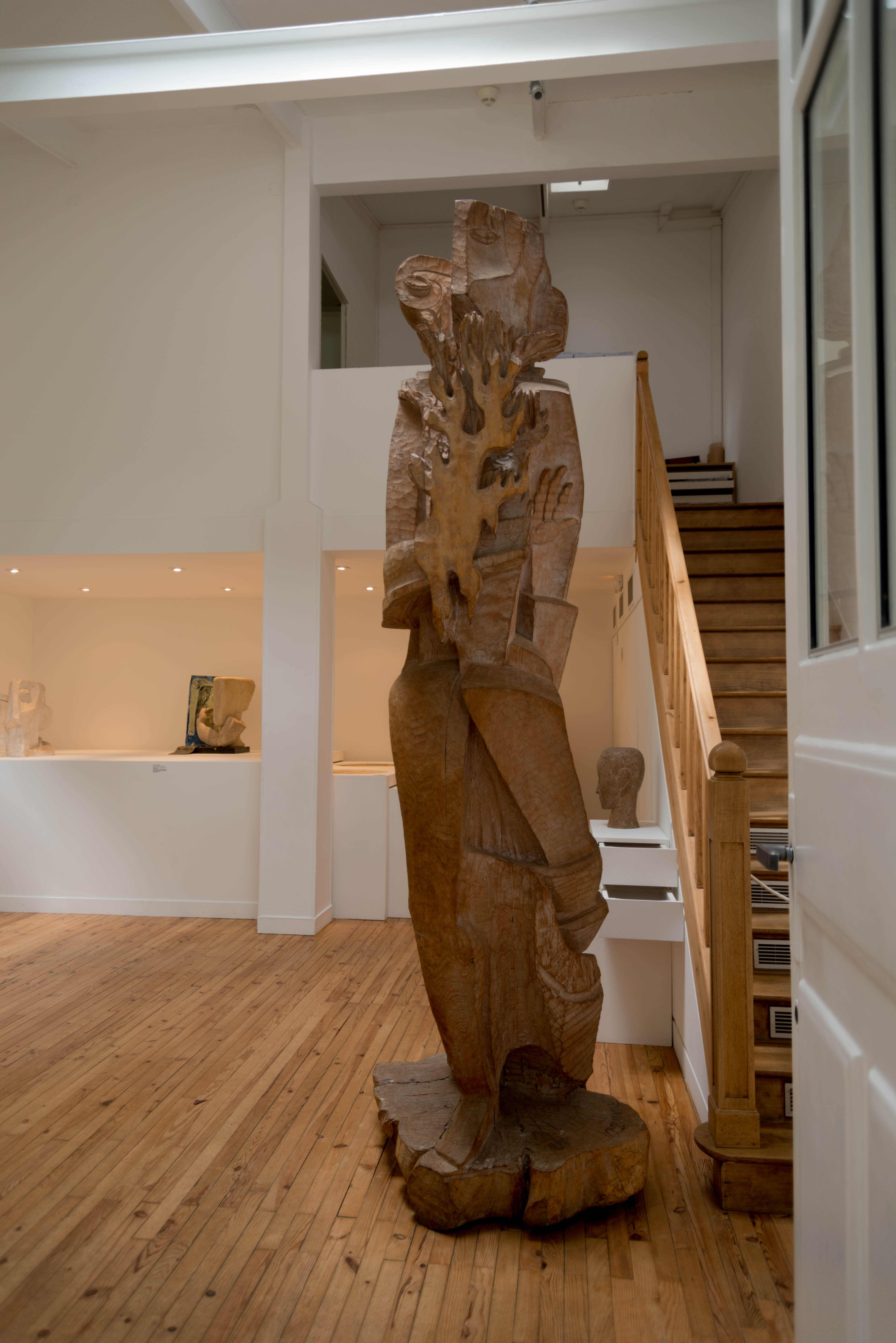
Entrada al taller, con la estatua Prométhée.
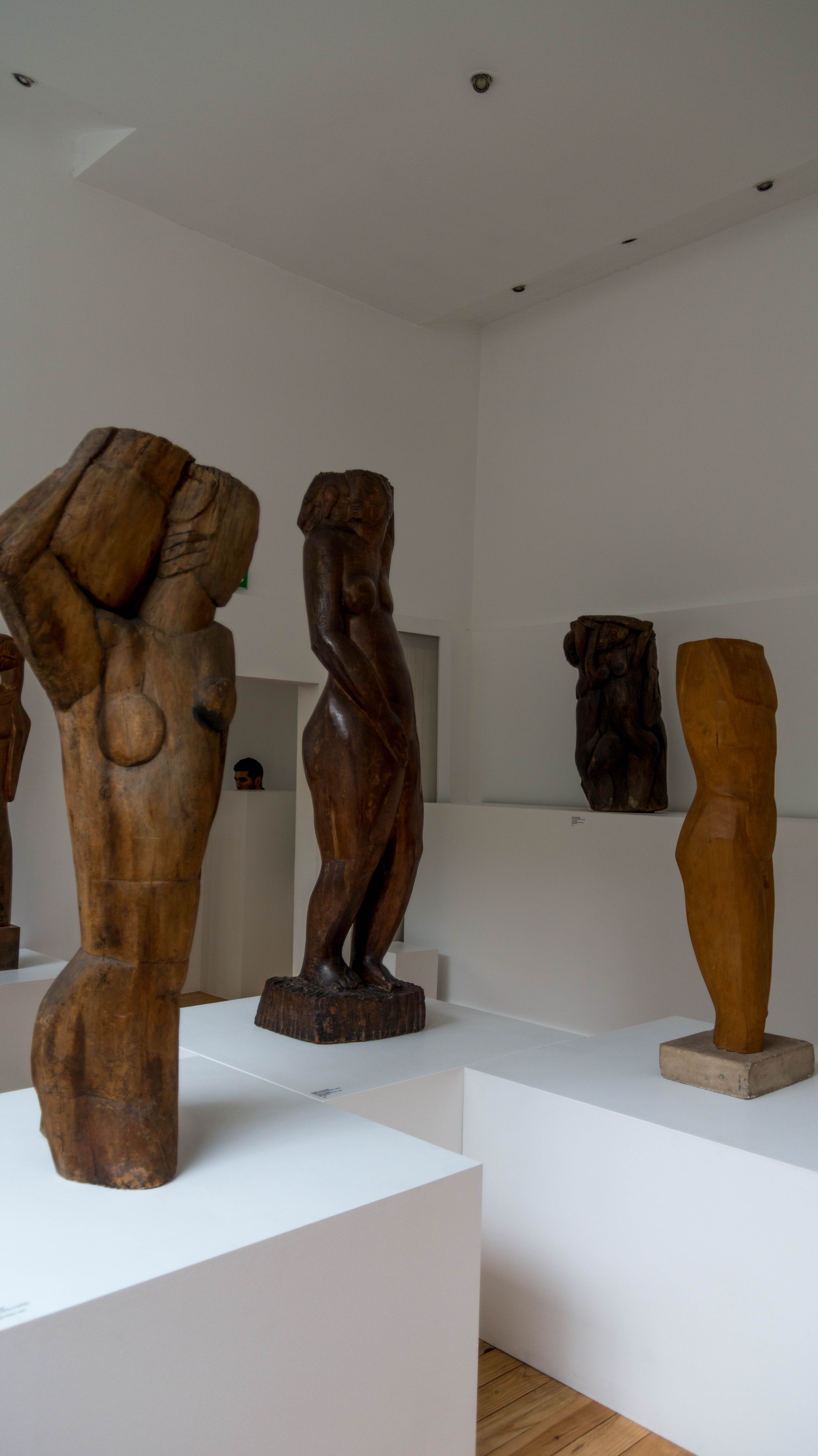
Sala del museo
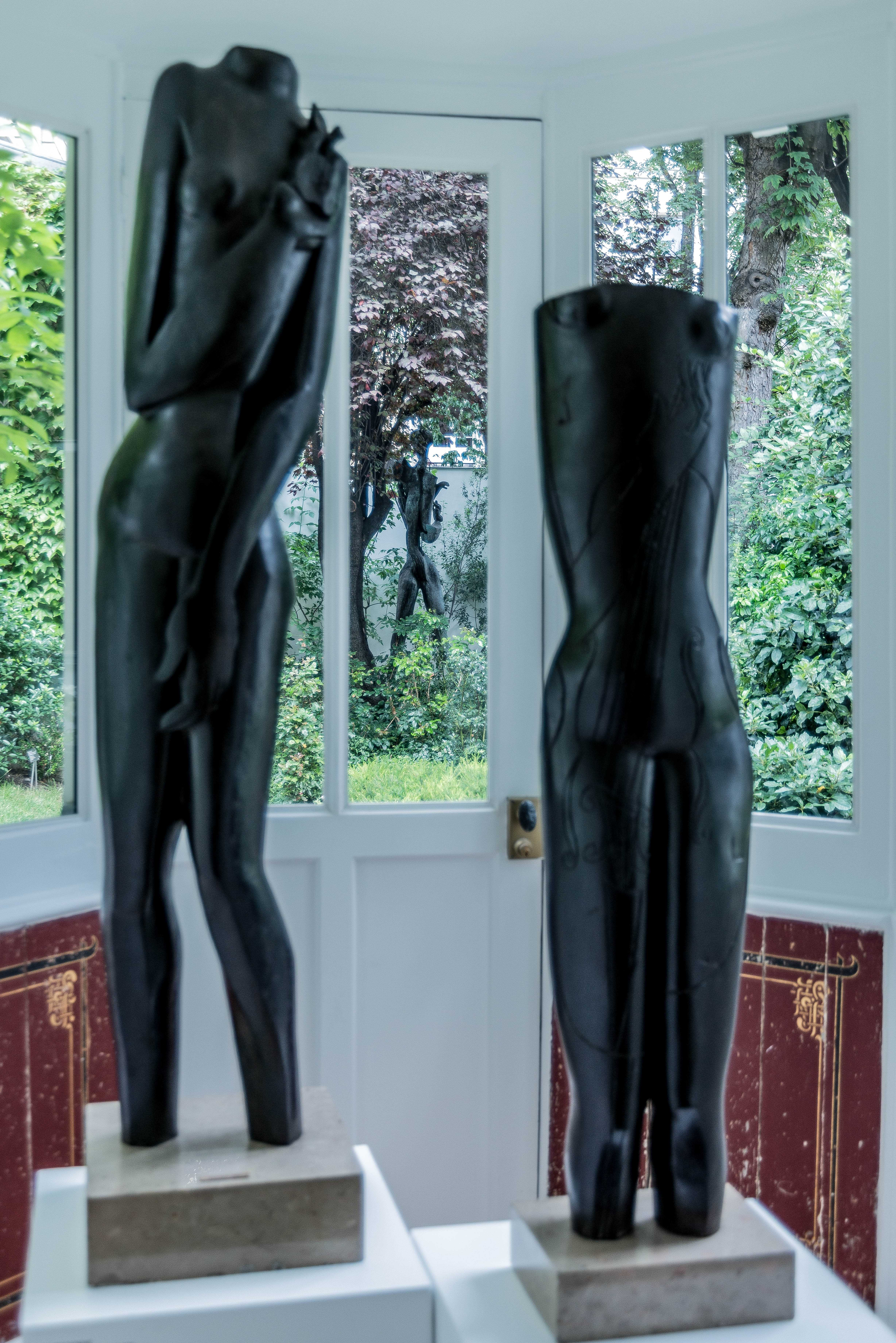
Vista desde la galería

## Exposiciones y actividades
Desde 1995, la apertura del estudio ha permitido organizar de tres a cuatro exposiciones de arte contemporáneo al año, así como diversos actos culturales: presentaciones y firmas de libros de artistas, intervenciones, actuaciones, lecturas, conciertos, etc.
Una de las particularidades de este museo dedicado a la obra esculpida es permitir a los discapacitados visuales y a los ciegos tocar las obras, con toda legitimidad (se trata de cumplir el deseo del propio Ossip Zadkine). Las obras van acompañadas de etiquetas en braille que las subtitulan, ofreciendo así un descubrimiento táctil. También se organizan visitas táctiles y conferencias sobre la vida y la obra de Ossip Zadkine.
Además, cuenta con una biblioteca que contiene manuscritos, así como una colección de libros y archivos, que se encuentra a disposición de los investigadores con cita previa.